# 佛堂寺
佛堂寺，位于山西省忻州市原平市西镇乡前沙城村，是中华人民共和国山西省文物保护单位之一。
2004年6月10日，授予山西省文物保护单位，是一座古建筑。